# Pangkor

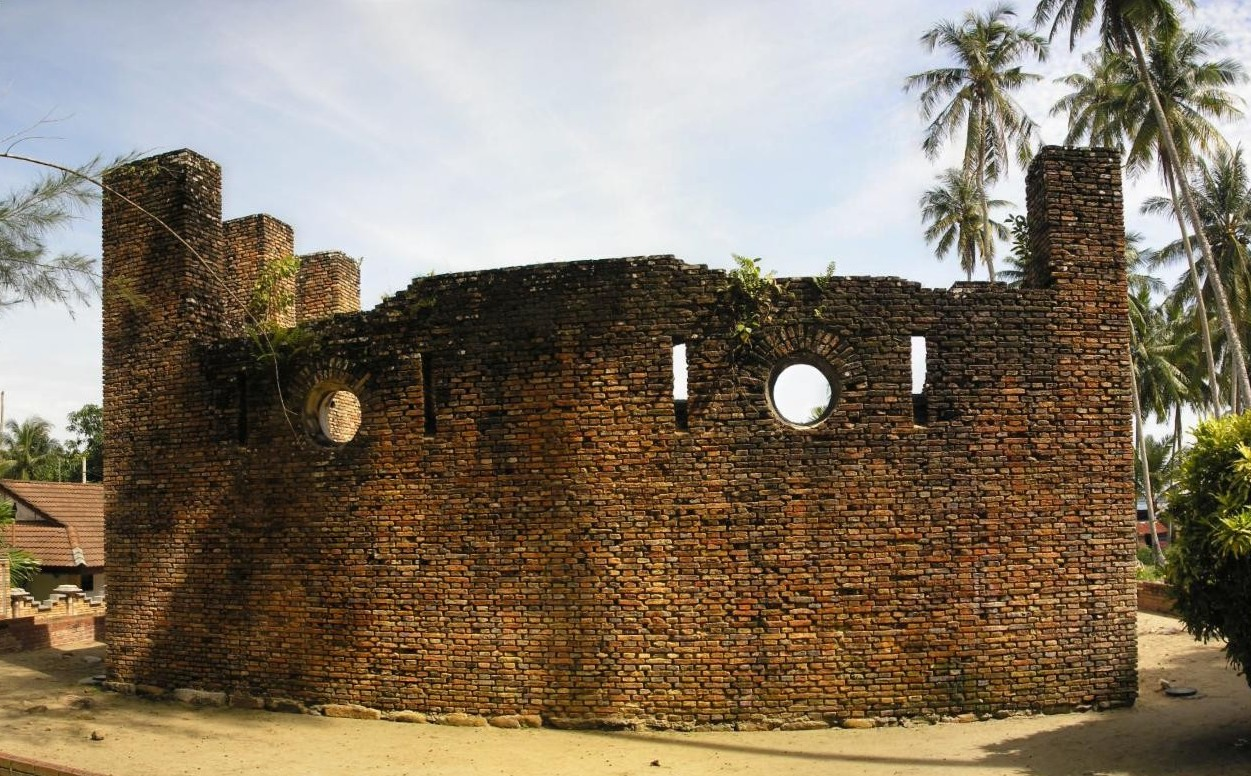
Ruin av holländskt fort på Pangkor

Pangkor (malajiska: Pulau Pangkor) är en ö som tillhör delstaten Perak i nordvästra Malaysia på Malackahalvön. Den nås med färja från Lumut (en liten kuststad med förbindelse till Ipoh). Den har en yta på bara 8 kvadratkilometer och en befolkning på ungefär 25 000 öbor. Den marknadsförs som en lågintensiv turistdestination av den malaysiska regeringen, men fiskeriprodukter förblir en stor industri.
Historiskt sett var Pangkor en tillflyktsort för lokala fiskare, handlare och pirater. På 1600-talet byggde holländarna ett fort i ett försök att kontrollera Peraks tennhandel. År 1874 var ön platsen för en historisk överenskommelse som undertecknades mellan den brittiska regeringen och en aspirant på tronen i Perak (Pangkorfördraget), som var början på det brittiska koloniala styret över Malackahalvön. Pangkor tillhörde efter fördraget Dinding-territoriet under Straits Settlements.